# José Faragassi
José Faragassi (ur. ?, zm. ?) – piłkarz brazylijski grający na pozycji defensywnego pomocnika.

## Kariera klubowa
José Faragassi występował w klubie Ypiranga São Paulo.

## Kariera reprezentacyjna
W reprezentacji Brazylii José Faragassi zadebiutował 22 października 1922 w towarzyskim meczu z Argentyną w São Paulo. Brazylia wygrała ten mecz 2-1 i zdobyła Copa Julio Roca 1922. Był to jego jedyny występ w barwach Canarinhos.